# Torneo de Linz 2024
El Upper Austria Ladies Linz 2024 fue un torneo de tenis jugado en canchas duras bajo techo. Fue la 33.ª edición del Upper Austria Ladies Linz, y formó parte del circuito WTA 500 de la WTA Tour 2024. Se lleva a cabo en el TipsArena Linz, Austria, del 29 de enero al 4 de febrero de 2024.

## Distribución de puntos
| Modalidad           | Campeona | Finalista | Semifinales | Cuartos de final | 2.ª ronda | 1.ª ronda | Clasificadas | 2.ª ronda de clasificación | 1.ª ronda de clasificación |
| Individual femenino | 500      | 325       | 195         | 108              | 60        | 1         | 25           | 13                         | 1                          |
| Dobles femenino     | 500      | 325       | 195         | 108              | -         | 1         | -            | -                          | -                          |

## Cabezas de serie

### Individuales femenino
| Tenista               | Ranking | Preclasificado |
| Jeļena Ostapenko      | 10      | 1              |
| Ekaterina Alexandrova | 20      | 2              |
| Donna Vekić           | 25      | 3              |
| Elise Mertens         | 28      | 4              |
| Anastasia Potapova    | 29      | 5              |
| Jasmine Paolini       | 31      | 6              |
| Varvara Gracheva      | 39      | 7              |
| Petra Martić          | 40      | 8              |

- Ranking del 15 de enero de 2024[2]

### Dobles femenino
| Tenistas                         | Ranking | Preclasificados |
| Nicole Melichar Ellen Perez      | 32      | 1               |
| Ulrikke Eikeri Tereza Mihalíková | 89      | 2               |
| Eri Hozumi Makoto Ninomiya       | 97      | 3               |
| Asia Muhammad Alycia Parks       | 103     | 4               |

## Campeonas

### Individual femenino
Jeļena Ostapenko venció a  Ekaterina Alexandrova por 6-2, 6-3

### Dobles femenino
Sara Errani /  Jasmine Paolini vemció a  Nicole Melichar /  Ellen Perez por 7-5, 4-6, [10-7]